# پل واترلو (فیلم ۱۹۴۰)
پل واترلو (انگلیسی: Waterloo Bridge) فیلمی آمریکایی در سبک جنگی، رمانتیک و درام به کارگردانی مروین لیروی است که در سال ۱۹۴۰ منتشر شد.

## بازیگران
- رابرت تیلور
- ویوین لی
- لوسیل واتسون
- ماریا اوسپنسکایا
- سی اوبری اسمیت
- جانت والدو
- جیمی اوبری
- هربرت اوانس